# Erik Bäcklin
Erik Bäcklin, född den 2 juni 1893 i Uppsala, död där den 19 december 1947, var en svensk fysiker. Han var son till Gottfrid Bäcklin.
Bäcklin avlade studentexamen 1912, reservofficersexamen 1916, filosofisk ämbetsexamen i Uppsala 1919 och filosofie licentiatexamen där 1922. Han promoverades till filosofie doktor och blev docent i fysik vid Uppsala universitet 1928. Bäcklin blev tillförordnad laborator i experimentell fysik där 1934 och ordinarie 1938. Han tilldelades Björkénska priset 1937. Bäcklin publicerade vetenskapliga skrifter och artiklar i facktidskrifter rörande instrumentkonstruktion, röntgenstrålning och elektronladdning, bland annat Absolute Wellenlängen-bestimmungen der Röntgenstrahlen (akademisk avhandling, 1928). Han vilar i en familjegrav på Uppsala gamla kyrkogård.